# José Augusto Brandão
Pour les articles homonymes, voir Brandão (homonymie).
José Augusto Brandão, mieux connu sous le nom de Brandão (né le 21 avril 1910 à Taubaté au Brésil et mort le 20 juillet 1989 à São Paulo), est un joueur de football brésilien.

## Biographie
Pendant sa carrière, Brandão joue dans quelques équipes brésiliennes comme la Portuguesa ou les Corinthians, où il gagne de nombreux titres.
Avec la sélection brésilienne, il dispute la coupe du monde 1938.

## Palmarès

### Club
- Championnat pauliste (4) :

Corinthians : 1937, 1938, 1939, 1941